# ようこそ、わが家へ
『ようこそ、わが家へ』（ようこそ、わがやへ）は、池井戸潤の小説。2005年秋号から2007年冬号まで、文芸誌「文芸ポスト」（小学館）に6回にわたって掲載された後、加筆修正し巻末に村上貴史の解説を収録して2013年7月10日に同社から文庫オリジナルとして刊行された。
2014年8月に、NHKラジオ第1放送でラジオドラマ化された。
2015年4月に、フジテレビ系でテレビドラマ化された。

## あらすじ
ある夏の日、倉田太一は会社帰りに混雑している駅のホームで、割り込み乗車の男を注意した。バスを乗り継いで帰宅の途中、その男に尾行されていることに気が付く。冷や汗をかきながらも何とか巻いて帰宅するが、その翌朝から倉田家に対する執拗な嫌がらせが始まった。エスカレートする嫌がらせに、警察に被害届を出し、防犯カメラも設置する。しかし、空き巣の痕跡を見つけ、さらに盗聴器まで見つかった。
一方職場では、営業部長の不正を疑ったことから、勤務先でもトラブルに巻き込まれて行く。

## 登場人物

### 倉田家
横浜市都筑区茅ケ崎の港北ニュータウンに居を構える。
倉田 太一（くらた たいち）
本作品の主人公。今年52歳。温和で臆病な性格。
銀行の副支店長まで務めたが、支店長になり損ね、去年から中堅企業のナカノ電子部品に出向している。ナカノ電子部品での役職は総務部長。
倉田 珪子（くらた けいこ）
太一の妻。地域のボランティア活動に参加しているクリスチャン。
レザークラフト教室の仲間からもらったオルゴールの中に盗聴器が見つかって唖然とする。
倉田 健太（くらた けんた）
太一と珪子の長男。私立大学2年生。テレビ番組制作プロダクションでアルバイトをしている。
率先して犯人探しをする。
倉田 七菜（くらた なな）
太一と珪子の長女。高校3年生。少し強情な性格。

### ナカノ電子部品
西沢 摂子
経理担当。30代後半で、シングルマザーのベテラン社員。
真瀬
営業部長。雄弁な55歳。
平井
営業部課長。40代。
江口 浩規（えぐち ひろき）
配送課。

## 書籍情報
- 小学館文庫：2013年7月10日 ISBN 9784094088434[1]

## オーディオドラマ
2014年8月31日から10月5日まで、NHKラジオ第1放送「新日曜名作座」にて、全6回放送された。
出演
- 西田敏行
- 竹下景子

スタッフ
- 脚色 - 佐藤ひろみ
- 音楽 - 日高哲英
- 演出 - 藤井靖
- 技術 - 西田俊和
- 音響効果 - 岩崎進

## テレビドラマ
2015年4月13日から6月15日まで毎週月曜日21時 - 21時54分に、フジテレビ系の「月9」枠で放送された。主演は相葉雅紀。
月9初のサスペンスタッチのホームドラマである。次回予告がなく、代わりに次週までの1週間の間、番宣CMを次回予告扱いとしている。

### あらすじ（テレビドラマ）
倉田健太は、ごく平凡な家族とともに暮らす29歳で出版物の装丁などを手がける個人事務所で働いていた。自分のことを臆病者だという彼はある日、仕事がうまくいかない鬱憤もあってか、電車の列に割り込もうとするニット帽をかぶった男を注意してしまう。健太は電車を降りてからの帰り道をその男に尾行され、その日以来、彼の家には執拗な嫌がらせが続くようになる。
そんな時、彼はタウン誌の記者として働く神取明日香という女性と出会う。彼女は例の日に健太がニット帽の男を注意した際、同じ場所に居合わせていた。健太がそれまでにあった嫌がらせを説明すると、彼女はそれに興味を示し、以後の倉田家への嫌がらせを真犯人＝名無しさんが見つかるまで取材させてほしいと申し出る。また、健太はこの時から彼女の会社に居候するようになり、明日香も嫌がらせの調査に介入していく。
名無しさんの倉田家への嫌がらせは後を絶たず、次第にエスカレートしていく。そして、ついに健太の妹・七菜は何者かによって盗まれた自分の携帯電話を通じてリベンジポルノの被害にあい、テレビ会社「湾岸テレビ」の最終面接の直前にとどめを刺される。健太は名無しさんへの復讐心を新たにし、家のリビングに設置されている2つの盗聴器の前で嘘の情報を流し名無しさんをおびき寄せようと家族に持ちかける。
そして作戦決行の夜。健太と七菜が自宅で待機していたところ名無しさんが現れ、七菜を名無しさんから庇おうとして健太が玄関前で刺され意識を失ってしまう。警察が捜査した結果、あの夜現れた1人目の名無しさんは、七菜が通う大学の同級生・保原万里江だと判明。万里江は七菜との恋愛トラブルから彼女に嫉妬心を抱いており、彼女を探るためにリビングに仕掛けた盗聴器の情報を元に、別の名無しさんの模倣犯として嫌がらせに便乗していた。その頃、健太の母・珪子の通う陶芸教室の生徒の家で相次いで空き巣被害が報告され、警察が珪子に任意同行を求める。これらは、珪子と同じ教室の生徒である2人目の名無しさん＝下村民子が関わっていた。多額の借金を抱えていた民子もまた、楽天的で明るい珪子に対し嫉妬心を抱いており、生徒に送った置き時計に盗聴器を仕掛けて会話を定期的に盗聴していた陶芸教室の講師・波戸清治を利用して、珪子を空き巣の容疑者にみせかけようとした。
その一方で、「ナカノ電子部品」に勤務する健太の父・太一は同僚の西沢とともに部長の真瀬博樹が主導する会社の数々の不正と戦っていた。調査の過程で、「ナカノ電子部品」が「相模ドリル」から購入したドリルの金額が不渡りになっていることが発覚し、「ナカノ電子部品」が約束手形を渡した企業「イーグル精密」に太一が実際に足を運ぶと、そこはすでに倒産していた。太一は必死に会社に訴えるが社長や部下、さらには銀行も真瀬側につき、もはや味方はいないと勘づいた太一は一度は真瀬との戦いを諦めるが、名無しさんにひるまずに戦う健太を見て再度奮起する。最終的に、真瀬が以前から関わりのある社員のいる「イーグル精密」、「相模ドリル」と協力して不正を行っていたことが分かる。真瀬は、17年前に勤めていた会社が倒産した際に「相模ドリル」に借りがあり、業績が悪化した「相模ドリル」の社長に頼まれて「ナカノ電子部品」から「相模ドリル」に不正に資金を融通していた。こうして全てが明らかになったとき、真瀬は初めて太一側に謝罪する。
家の盗聴器を全て無くしたにもかかわらず名無しさんに情報が漏れていることに違和感を感じた健太は、会社にも盗聴器が設置されていることに気づく。その犯人がニット帽をかぶった男＝赤崎信二であることに気づいた健太は、明日香とともに赤崎の元へ向かう。赤崎は、例の日に健太が赤崎を注意した際に、自分が好意を抱く明日香が自分のことを覚えていなかったこと、明日香の前でプライドを傷つけられたことを根に持ち、倉田家に嫌がらせをしていた。健太は、赤崎の嫌がらせがきっかけで倉田家に嫌がらせが続くようになり、家族全員が恐怖に怯えたのだと怒りをあらわにし、赤崎は逮捕される。
全てが終わったかのように思われた時、明日香が健太に、赤崎への憎しみから赤崎の自転車のサドルを傷つけたと告白する。明日香は自分のせいで倉田家が狙われるようになったのだと自分を責めたが、健太は明日香をかばう。明日香は事件についての本を完成させ、倉田家に温かく迎え入れられる。そして、倉田家は自分たちの絆を改めて確認する。

### キャスト

#### 主要人物
倉田 健太
演 - 相葉雅紀（幼少期：堀越太耀）
本作品の主人公で29歳。職業は本の装丁などを手がけるデザイナー。
最初に就職した事務所の社長と折り合いが悪く独立するが、父に似て気弱で争い事が苦手な性格のため、クライアントに対して独自性が出せず、鳴かず飛ばずの日々を送る。
自らを臆病者と認識しているが、名無しさんに立ち向かう際には要所要所で勇気を見せる。事件の解決後には、明日香が書いた「一万回メールを拒否られても、幸せを掴んだ中年男の話」のイラストを担当した。妹のことを守りたいという男らしい一面もある。
血液型はO型。
6話で万理江に刺されるが7話で無事に退院した。
神取 明日香
演 - 沢尻エリカ
本作のヒロインで円タウン出版社記者。甘いものが大好きで、特にチュッパチャップスによく似た飴を舐めている。
健太に事件のことを取材させてほしいと申し出る。最初の名無しさんが誰かなのかは気づいており、彼の自転車のサドルを傷つける。健太の助言もあり警察に出頭したが、サドルの弁償のみでお咎めはなかった。最終的には、一連の事件について取材した内容は一冊のみの私家本にまとめ、倉田家に贈呈した。円タウン出版社を退職後、「一万回メールを拒否られても、幸せを掴んだ中年男の話」を出版した。
倉田 七菜
演 - 有村架純（幼少期 : 保榮茂愛）
健太の妹で女子大生。21歳。就職活動中。健太とは対照的に、明るく人懐っこい性格。
元恋人・辻本のストーカーに悩んでいたが、彼は万里江から自分を守るために見守っていただけだと知り、和解。その後、静岡テレビに内定をもらい、静岡へ旅立って行った。
倉田 珪子
演 - 南果歩
健太・七菜の母。51歳。常に明るく楽天的な性格。
波戸が講師を務める陶芸教室に通っている。事件解決後は料理教室を始めた。
倉田 太一
演 - 寺尾聰
健太・七菜の父。57歳。青葉銀行から出向し、中小企業「ナカノ電子部品」に総務部長として勤めている。 彼の臆病な性格は健太に強く受け継がれている。
真瀬の不正を暴いた後、社長からこの会社に残ってくれるよう頼まれるが断り、予定通りナカノ電子部品を去り青葉銀行へと戻っていった。

#### 七菜の大学
保原 万里江
演 - 足立梨花
七菜、辻本と同じ大学に通う、容姿端麗な女子大生。ゴシップ記事に取り上げられている通り、男遊びが激しい。
七菜の親友を装っていたが、辻本のことが好きになり、辻本の彼女である七菜に嫌がらせをしていた。二人が破局した後も続けていたが、その行き過ぎた行為により次第に化けの皮が剥がれ、辻本が警察に提供した情報が重要な手掛かりとなり逮捕される。
辻本 正輝
演 - 藤井流星（ジャニーズWEST）
七菜の元恋人。七菜、万里江と同じ大学に通っている。公認会計士を目指している。
七菜に未練があるのかストーカーまがいなことをしていると思われていたが、それは万里江から七菜を守るためだったと判明。後に七菜とも和解し、復縁する。

#### 陶芸教室
波戸 清治
演 - 眞島秀和
珪子が通う陶芸教室の講師。
珪子に好意を抱いている。だが、行き過ぎた行為により次第に化けの皮が剥がれ、健太・明日香に追い詰められた挙句に警察に逮捕される。
下村 民子
演 - 堀内敬子
セレブ主婦。珪子の陶芸教室仲間。
珪子と波戸が映った写真を倉田家に送ったのも彼女であり、5万円を盗んだのも彼女である。それが発覚した後、珪子を殴り倉田家に放火するが寸前のところで健太に防がれた挙句に警察に逮捕される。
松原 恵実
演 - 村松恭子
珪子の陶芸教室仲間。連続空き巣事件の被害者。
中嶋 幸代
演 - 歌川椎子
珪子の陶芸教室仲間。連続空き巣事件の被害者。
珪子を犯人と疑っていたが波戸の逮捕により和解した。

#### ナカノ電子部品
西沢 摂子
演 - 山口紗弥加
総務部契約社員。太一の部下。
母親の介護医療費を捻出するため、夜はシルビアという名で蟹江や真瀬が来店する熟女パブでアルバイトをしていた。最終話では太一の推薦により、総務部長に昇格した。
真瀬 博樹
演 - 竹中直人
営業部長で喫煙者。
数々の不正な手口で横領を行い、その度に巧妙に立ち回って、横領の事実を突き止めた太一や西沢に反論していたが、次第に追い詰められ懲戒免職処分を受ける。
持川 徹
演 - 近藤芳正
社長。
平井 光雄
演 - 戸田昌宏
配送課長。
森藤 若葉
演 - 田中美麗（SUPER☆GiRLS）
新人OL。
高橋 重成
演 - 橋本稜（スクールゾーン）
新人社員。
江口
演 - 渡部秀
配送課社員。

#### 青葉銀行
八木 通春
演 - 高田純次
人事部長代理。太一の銀行時代の同期。妻とは二年前から別居している。
珪子に頼まれ、太一を手伝う。
村井
演 - 小市慢太郎
中野支店 融資課長。

#### 警察官
木下 巡査
演 - 夙川アトム
牧方 刑事
演 - 乃木涼介
尾村 刑事
演 - 俵山峻（スクールゾーン）

#### その他
蟹江 秀太朗
演 - 佐藤二朗
円タウン出版社編集長。
西沢摂子の大ファンで、西沢が掛け持ちのアルバイトをやめてからもしつこく食事に誘っているが、うまくあしらわれている。
清水
演 - 光石研（第1話）
編集者。
川辺
演 - 今井隆文（第1話）
健太のデザイン事務所時代の元同僚。
阿久津
演 - 遠藤要（第4 - 5話）
自転車に乗っていた際、老婆にぶつかって転倒させた男。
それを明日香に咎められ、その逆恨みから明日香を歩道橋で突き飛ばし、負傷させ、後に逮捕された。
タクシー営業所長
演 - 不破万作（第5話）
五十嵐
演 ‐ 阪田マサノブ（第9・10話）
編集長。
ニット帽の男→赤崎 信士
演 - 市川猿之助
出版社で雑誌の副編集長を務めながらも一連の事件の黒幕でもある「名無しさん」で喫煙者。健太・明日香に追い詰められた挙句に警察に逮捕される。
顔（演者）と名前は最終話で明らかになる。それまでは顔が映らず、エンディングの出演者クレジットでは役名が「ニット帽の男」と表記され、演者の名前は読めないように加工されている。

### スタッフ
- 原作 - 池井戸潤『ようこそ、わが家へ』（小学館文庫）
- 脚本 - 黒岩勉
- 主題歌 - 嵐「青空の下、キミのとなり」（J Storm）
- 音楽 - 得田真裕、佐藤彰信
- 技術プロデュース - 小椋真人
- 撮影 - 星谷健司、三村純一
- 音声 - 中村健太郎
- 照明 - 松浦喬史、富沢宴令
- 編集 - 柳沢竜也
- 美術統括 - 木村達昭
- 美術プロデュース - 三竹寛典
- 美術進行 - 野宮昌志、松下雅紀
- VFXプロデュース - 冨士川祐輔
- 広報 - 平井隆
- 広告宣伝 - 服部佐知子
- ホームページ - 丸谷利一
- プロデュース補 - 玉田祐美子
- プロデュース - 羽鳥健一
- 演出 - 中江功、谷村政樹、相沢秀幸
- 制作著作 - フジテレビ

### 評価
2019年8月に行われ、300人が投票に参加した「相葉雅紀の歴代出演ドラマ人気ランキング」では、『僕とシッポと神楽坂』や『マイガール』らを凌ぎ1位を獲得した。

### 放送日程
| 各話                                                      | 放送日  | サブタイトル                                     | 演出     | 視聴率 |
| --------------------------------------------------------- | ------- | ------------------------------------------------ | -------- | ------ |
| 第1話                                                     | 4月13日 | 恐怖のゲームが今夜始まる                         | 中江功   | 13.0%  |
| 第2話                                                     | 4月20日 | 混迷する犯人像と謎の動機                         | 中江功   | 11.4%  |
| 第3話                                                     | 4月27日 | 遂に捉えたストーカーの姿！                       | 中江功   | 12.0%  |
| 第4話                                                     | 5月04日 | ストーカー最接近！遂に家族の反撃が始まる！       | 谷村政樹 | 10.0%  |
| 第5話                                                     | 5月11日 | 犠牲者発生！最弱のヒーローが遂に動き出す！       | 中江功   | 11.9%  |
| 第6話                                                     | 5月18日 | 妹は絶対に守る！卑劣なストーカーと直接対決！     | 谷村政樹 | 12.3%  |
| 第7話                                                     | 5月25日 | 健太を刺したのは誰？遂に犯人の正体が明らかに！   | 中江功   | 13.4%  |
| 第8話                                                     | 6月01日 | ゴメン、僕は母さんを守ることが出来なかった…      | 相沢秀幸 | 13.2%  |
| 第9話                                                     | 6月08日 | あなたがやったんですよね。絶対に逃しませんから！ | 谷村政樹 | 12.8%  |
| 最終話                                                    | 6月15日 | 恐怖の日々の終焉！全ての謎の答えが明らかに？     | 中江功   | 15.0%  |
| 平均視聴率12.5%（視聴率は関東地区・ビデオリサーチ社調べ） |         |                                                  |          |        |

### 受賞
- 第85回ザテレビジョンドラマアカデミー賞（2015年）[17]
  - ドラマソング賞（嵐「青空の下、キミのとなり」）
- 第25回年間ドラマ大賞2015（2016年）[18]
  - 作品賞
  - 主演男優賞（相葉雅紀）
  - 主題歌賞（嵐「青空の下、キミのとなり」）

### 関連商品

#### CD
「ようこそ、わが家へ」オリジナル・サウンドトラック
2015年6月3日発売、ポニーキャニオン、ASIN: B00V7LJ87C / EAN: 4988013264182
| 01 | ようこそ、わが家へ   | 得田真裕 |
| 02 | 恐ろしいゲーム       |          |
| 03 | 戦慄のストーカー     |          |
| 04 | 職場の敵             |          |
| 05 | 僕は、臆病者         |          |
| 06 | 争い事が怖い         |          |
| 07 | 戦いの始まり         |          |
| 08 | 名無しさん           |          |
| 09 | エスカレート         |          |
| 10 | 不可解な事件         |          |
| 11 | 正義のために         |          |
| 12 | 家族                 |          |
| 13 | またおじゃまします。 |          |
| 14 | 不正疑惑             |          |
| 15 | 嫌がらせ             |          |
| 16 | 平穏な生活に戻りたい |          |
| 17 | 身近な恐怖           |          |
| 18 | 逆恨み               |          |
| 19 | 家族のために         |          |
| 20 | Dancing Shadow       | 佐藤彰信 |
| フジテレビ系列 月曜21時枠の連続ドラマ                         | フジテレビ系列 月曜21時枠の連続ドラマ          | フジテレビ系列 月曜21時枠の連続ドラマ |
| 前番組                                                        | 番組名                                         | 次番組                                |
| ------------------------------------------------------------- | ---------------------------------------------- | ------------------------------------- |
| デート 〜恋とはどんなものかしら〜 （2015年1月19日 - 3月23日） | ようこそ、わが家へ （2015年4月13日 - 6月15日） | 恋仲 （2015年7月20日 - 9月14日）      |